# Березовский сельский совет (Покровский район)
Березовский сельский совет (укр. Березівська сільська рада) — входит в состав
Покровского района
Днепропетровской области
Украины.
Административный центр сельского совета находится в 
с. Берёзовое.

## История
- 1922 — дата образования.

## Населённые пункты совета
- с. Берёзовое
- с. Запорожское
- с. Калиновское
- с. Новогеоргиевка
- с. Новониколаевка
- с. Новопетровское
- с. Степовое